# Liste des cathédrales de Corée du Sud
Cet article recense les cathédrales de Corée du Sud.

## Liste
Église catholique romaine

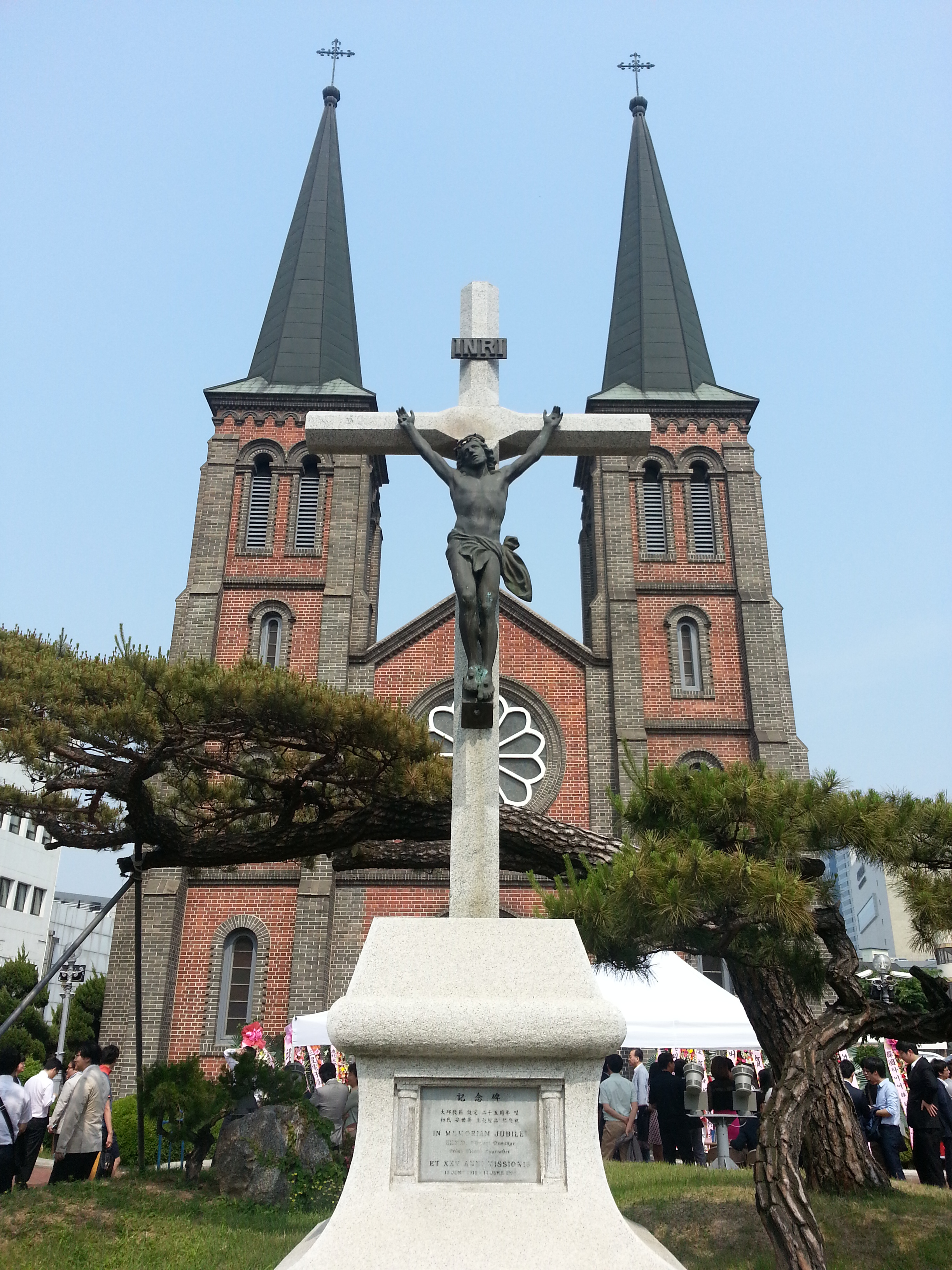
Cathédrale Kyesan Notre-Dame-de-Lourdes à Taegu

- Cathédrale de Myeongdong à Séoul
- Cathédrale de Mokseong-dong à Andong
- Cathédrale de Namcheon à Busan
- Cathédrale de Naedeokdong à Cheongju
- Cathédrale de Juklim-dong à Chuncheon
- Cathédrale de Kyesan Notre-Dame-de-Lourdes à Daegu
- Cathédrale d'Im-dong à Gwangju
- Cathédrale de Dapdong à Incheon
- Cathédrale de Samdoi-dong à Jeju
- Cathédrale de Jeondong à Jeonju
- Cathédrale de Yangdeok à Masan
- Cathédrale de Jeongjadong à Suwon
- Cathédrale du Sacré-Cœur à Uijongbu
- Cathédrale de Wondong à Wonju

Église anglicane
- Cathédrale Sainte-Marie et Saint-Nicolas à Séoul
- Cathédrale Saint-Benoît à Taejon
- Cathédrale de Notre-Sauveur à Pusan

Église orthodoxe
- Cathédrale Saint-Nicolas à Séoul